# Ivan Regen
Ivan (Janez) Regen (conegut també com a Johann Regen) (9 de desembre de 1868 - 27 de juliol de 1947), va ser un biòleg eslovè, conegut pels seus estudis en el camp de la bioacústica.

## Biografia
Va néixer al poble de Lajse (actualment a Eslovènia). Des de ben petit es va interessar pels sons d'insectes. La seva família no es podia permetre pagar la seva escolarització, de manera que va començar a estudiar al seminari local per al qual va rebre una beca, i de mica en mica va arribar a estalviar prou diners per anar a estudiar a la Universitat de Viena. Allà va estudiar història natural amb els professors Grobben, Exner i Claus. Va rebre el seu doctorat el 1897 i va començar a treballar com a professor de secundària, primer a Viena, i més tard a Hranice (Moràvia). Finalment es va tornar a traslladar a Viena després d'una recomanació d'Exner i va estar treballant allà fins a la seva jubilació el 1918.